# Afrikanska kompaniet

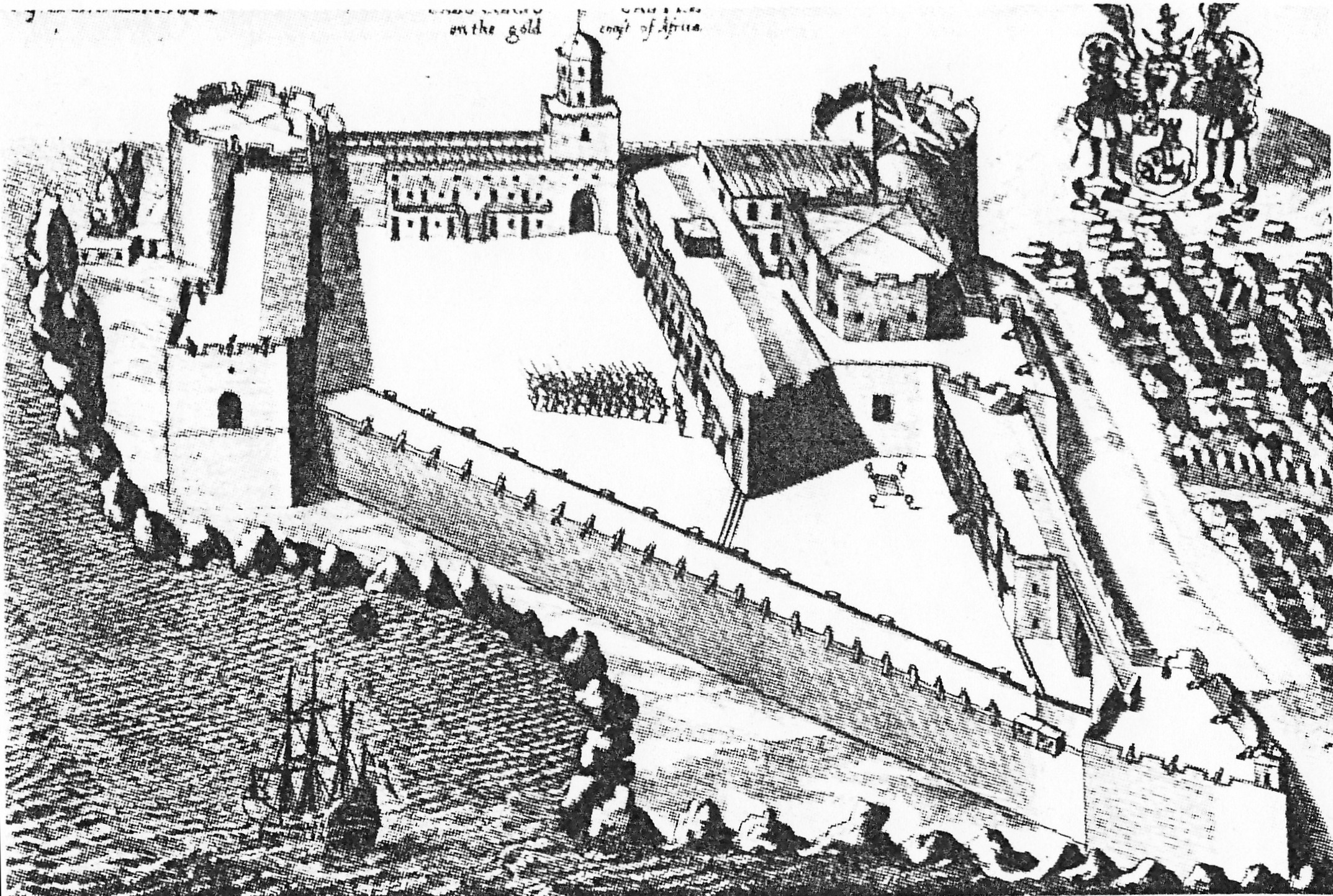
Slottet vid Cape Coast 1682

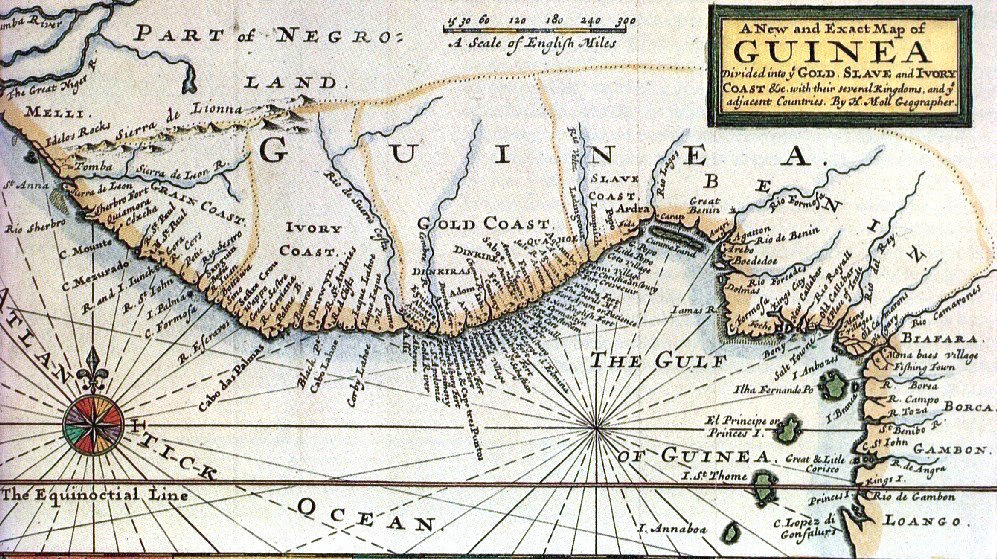
Karta över dåtida Guldkusten

Afrikanska kompaniet eller Guineakompaniet var ett svenskt handelskompani grundat 1649 som handlade med den svenska kolonin Cabo Corso i nuvarande Ghana i västra Afrika.

## Företaget
Afrikanska kompaniet grundades den 15 december 1649 på initiativ av Louis De Geer genom en oktroj (ett privilegiebrev) utfärdad av Drottning Kristina. De Geer hade tidigare sänt ett skepp till Afrika för att undersöka handelsmöjligheterna där. Befälhavaren på skeppet, en holländare, fann åtskilliga platser vid Guineabukten som inte var besatta av andra nationer, och där guld och elfenben kunde fås i utbyte mot europeiska handelsvaror. Som bevis medförde han "goda prover" på dessa varor.
Företaget finansierades från Amsterdam och Hamburg men huvudsakligen av Louis de Geer som också blev störste ägare. Hela 84,7 procent ägdes av honom. En senare aktieteckning gjordes av svenska handelsmän och adelsmän. Huvudhamnen var Göteborg, men i början var den i praktiken hamnstaden Stade vid Elbe i svenska Bremen. Huvudsätet låg i Stockholm. Målet var att utveckla handel med Afrika, Asien och Västindien och kompaniet erhöll ett handelsmonopol på handeln söder om Kanarieöarna.
Efter grundandet sluter Sverige genom Afrikanska kompaniet 1650 ett avtal med kungen av Futu (Feta) att upplåta området vid Cabo Corso (Cape Coast) vid Guineabukten som svensk koloni. Den afrikanske kungen förband sig vid köpets ingående att försvara platsen mot överfall.
Handeln byggde på Triangelhandeln. Företaget exporterade främst textilier, hushållsartiklar och smycken till Afrika för byteshandel. Med sig från Guldkusten fraktade fartygen bland annat elfenben, guld, socker och slavar. Slavarna fördes från Afrika till de närbelägna portugisiska plantagerna på São Tomé. Odlingsprodukter som kryddor, sockerrör, guld och elfenben fördes till Europa.
Att kompaniet hade för avsikt att bedriva slavhandel – något som inte uttryckligt nämndes i privilegiebrevet – framgår av en ämbetsskrivelse från Göteborg i vilken det heter att ett av kompaniets fartyg återkommit från sin långa resa, och att kaptenen i Guinea köpt 150 "svarta" samt en stor mängd elefantbetar. En del afrikaner hade emellertid dött på överresan till Amerika, men för de överlevande hade kaptenen handlat till sig socker i Västindien. "Tre svarta gossar och en flicka" hade han med sig till Sverige. Åtminstone en av dem hamnade hos Erik Oxenstierna, Axel Oxenstiernas son, som hade starka intressen i kompaniet. I hans räkenskaper för 1654 finns utgifter för begravning av en afrikan på Tidö bokförda.
Det mesta av vinsterna gjordes på handeln med guld. Vinsterna från Afrikanska kompaniet hamnade mest hos köpmännen i Amsterdam och Hamburg.

## Historia
Den första svenska handelsexpeditionen till Afrika genomfördes 1646 och organiserades av Louis de Geer. Slavar fraktades från afrikanska fastlandet till portugiserna på São Tomé. Andra varor fördes vidare till Europa. Vid hemkomsten till Stockholm 1647 medfördes socker, guld, elfenben och fyra svarta slavar som överlämnades till rikskanslern Axel Oxenstierna.
År 1650 skickades den första expeditionen under ledning av Henrik Carloff till området. Carloff var tysk och bördig från Rostock och hade tidigare haft en hög befattning inom det nederländska västindiska kompaniet. Afrikanska Kompaniet uppförde befästningen Fort Carolusborg (Karlsborg), 1652 och en rad handelsstationer vid kusten. Carloff blev den förste guvernören i Cabo Corso.
Guineakompaniet var en nagel i ögat på Storbritannien, som inte ville veta av några medtävlare om handeln med Afrika och därför begagnade sig av det krigstillstånd man det råkat i med Nederländerna år 1653 för att under olika förevändningar kapa fartyg. Åren 1650–1653 kapades flera av kompaniets fartyg av Storbritannien. Visserligen ersattes såväl fartygen och dess last senare, men köp av nya fartyg tyngde kompaniets ekonomi. År 1654 fick svenskarna till stånd en traktat i vilket Storbritannien tillförsäkrade Afrikanska kompaniet rätt att anlägga en koloni på Guineakusten och driva handel där.
År 1654 erbjöds en ny aktieteckning och kompaniet leddes i praktiken av det statliga Kommerskollegium och man fortsatte med slavhandeln.
År 1656 utnämndes Johan Filip von Krusenstierna till ny guvernör, vilket förargade Carloff. Denne lämnade Cabo Corso men återvände den 27 januari 1658 med ett danskt kaparfartyg "Glückstadt" och erövrade Fort Karlsborg åt Danmark som införlivades i den Danska Guldkusten.
För kung Karl X Gustav blev detta ett av flera argument för att inleda det andra danska kriget. Efter Freden i Köpenhamn 1660 skulle Cabo Corso återlämnas, det visade sig dock då att Carloffs medarbetare Schmidt i mars 1659 redan hade sålt kolonin till Nederländerna och försvunnit med betalningen.
Lokalbefolkningen gjorde uppror mot holländarna och kung Futu erbjöd Sverige att återta kontrollen i december 1660. Nya expeditioner sändes till kolonin som förblev svensk för en tid. Nederländerna återerövrade Karlsborg den 22 april 1663 och beslagtog kompaniets fartyg. När holländarna slutligen intog Cabo Corso behandlade de, enligt svenska källor, kommendanten på ett skamlöst sätt: han blev "förd under galgen med ett rep om halsen" och landsförvisad till Arcanien, "där han för de vilde naken skall sjunga och dansa, Kungl. Maj:t och Svenska afrikanska kompaniet till spott och spe".
Den 9 maj 1664 erövrades sedan området av Storbritannien.
Fartygsförlusten medförde att Afrikanska kompaniet var ruinerat. År 1667 gick Nederländerna, efter långvariga underhandlingar, med på att betala ersättning på 140 000 riksdaler mot att Sverige i gengäld avstod från handel på Västafrika för all framtid. Av den utbetalda ersättningen fick Afrikanska kompaniet hälften. Resten "lånade" regeringen – Karl XI:s för sin ständiga penningbrist ryktbara förmyndarregering – mot "god försäkring".

### Webbkällor
- Hans Norman (14 mars 2001). ”När Sverige skulle bli kolonialmakt”. Populär Historia. http://popularhistoria.se/artiklar/nar-sverige-skulle-bli-kolonialmakt/. Läst 27 oktober 2016.
- Afrikanska Kompaniet i Nordisk familjebok (första upplagans supplement, 1896)
- Wikisource har originalverk som rör Afrikanska kompaniet.